# Interstitial
Interstitial è un termine che viene utilizzato, in ambito informatico, per riferirsi ad un particolare tipo di pagine pubblicitarie che vengono visualizzate su Internet. Le interstitial sono pubblicità via web che vengono realizzate, solitamente, usando Adobe Flash (obsoleto dal 31 dicembre 2020), CSS3 o JavaScript.
Le interstitial si visualizzano in finestre separate dal browser ed appaiono quando si visita un sito per il quale sono state pianificate. Si possono chiudere mediante il classico pulsante con la X. Non devono essere confusi con le direttive sulle pagine di consenso dei cookie stabilite dalla direttiva sulla protezione dei dati dell'UE.
Alcune persone contestano l'utilizzo di tali pagine per presentare pubblicità online prima di consentire agli utenti di vedere il contenuto a cui stavano tentando di accedere.

## Descrizione
In contesto di marketing, "interstitial" viene utilizzato nel senso di "intermedio". La pagina web interstitial si trova tra una pagina di riferimento e la pagina che fa riferimento a essa, quindi si trova tra due pagine. Ciò è diverso da una pagina che si collega semplicemente direttamente a un'altra, in quanto la pagina interstitial serve solo a fornire informazioni aggiuntive a un utente durante l'atto di navigare da una pagina all'altra.
Nel marketing digitale il termine "interstitial" è spesso utilizzato nel senso di "pubblicità interstitial", piuttosto che "pagina web interstitial". In alcuni casi, ciò può creare confusione perché gli annunci interstitial non vengono sempre offerti sulle pagine web interstitial. Secondo uno standard avanzato dallo IAB, un interstitial (noto anche come "between-the-page ad") può essere visualizzato su una pagina web separata o apparire brevemente come un overlay nella pagina di destinazione. Inoltre, le linee guida sulla pubblicità per dispositivi mobili create dalla Mobile Marketing Association (MMA) includono annunci interstitial in-app, che sono integrati nelle applicazioni piuttosto che pagine web.
Quando un utente vede un interstitial tocca l'annuncio e viene portato alla destinazione dell'annuncio oppure chiude l'annuncio e continua le sue attività all'interno dell'applicazione. Gli interstitial sono considerati più coinvolgenti rispetto ad altri formati di annunci perché offrono un livello di interazione più elevato con gli utenti. D'altra parte, possono essere considerati più invadenti e portare a una diminuzione della conversione.
Gli annunci per dispositivi mobili interstitial dovrebbero fungere da punti di transizione tra diversi tipi di contenuti o tra diversi tipi di attività degli utenti all'interno di un'app o sul sito web. Possono apparire in vari formati: può essere una semplice immagine statica; può anche incorporare contenuti multimediali, come i video.
Nel 2016, molti editori di app cercavano di convincere gli utenti a scaricare le loro app native, promuovendo le app sui siti web per dispositivi mobili con annunci interstitial.
Alcune aziende hanno riferito che i loro annunci interstitial per l'installazione di app hanno mostrato ottimi risultati. Ottimizzando gli interstitial nel 2016, Pinterest è riuscita ad aumentare i download del 100% e Airbnb del 300%.
Google ha anche fatto un esperimento con gli annunci interstitial per l'installazione di app. Hanno provato questo formato dell'annuncio per aumentare i download dell'app Google+.
Gli inserzionisti per dispositivi mobili spesso si rivolgono agli annunci interstitial. A causa delle loro dimensioni, gli interstitial fanno un'impressione maggiore sugli utenti rispetto ad altri formati di annunci, portando a tassi di conversione e di clic più elevati.
Studi hanno dimostrato che dovresti scegliere interstitial per promuovere giochi, app sociali e di intrattenimento. Su Android, gli interstitial portano la migliore conversione per i giochi (3,3%), mentre su iOS la conversione massima con gli interstitial è stata raggiunta per le app social (2,72%) e di intrattenimento (2,28%).
Uno studio sulle "neuroscienze" di MediaBrix e Neurons Inc. mostra che il 40% degli spettatori interstitial ricorda il prodotto pubblicizzato e il 49% comprende l'offerta del marchio. 

## Linee guida di Google

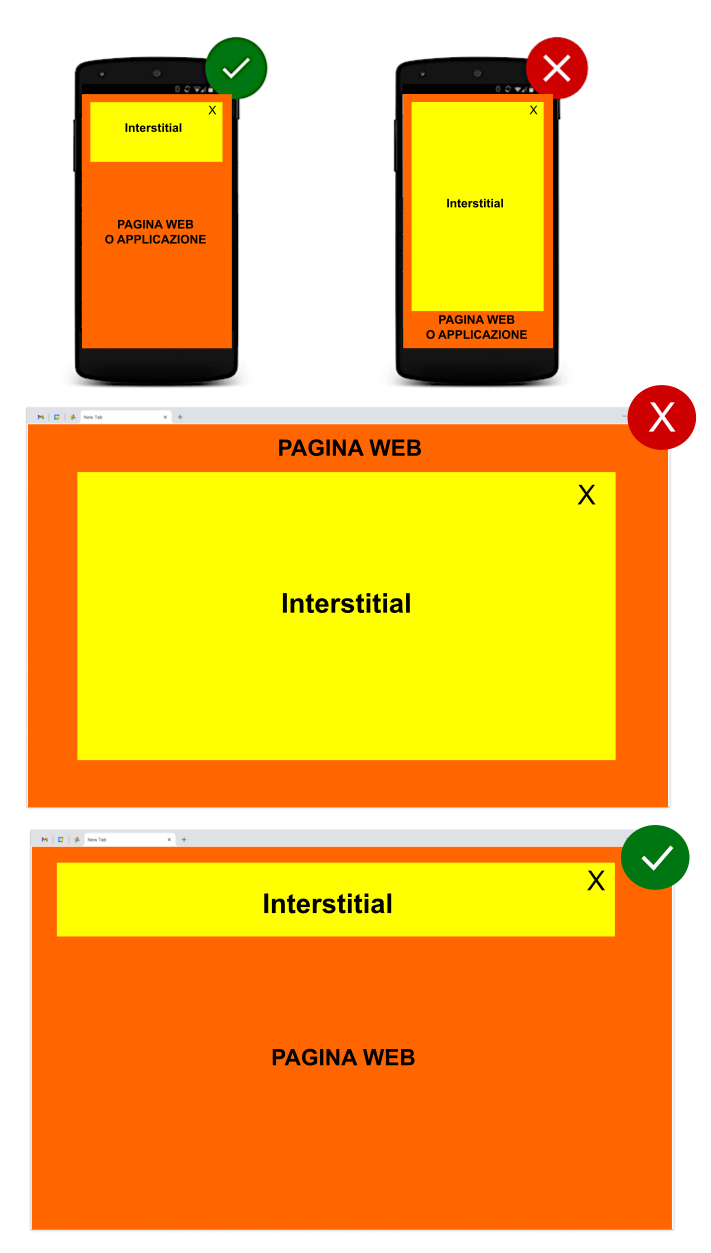
Esempi di interstitial corretti e scorretti su mobile e computer

AdMob fornisce anche esempi di implementazione di interstitial non consentiti:
- Mostrare annunci interstitial prima del caricamento di un'app. Tuttavia, l'inserimento di un annuncio dopo il caricamento è accettabile.
- Inserire interstitial se l'app è in esecuzione in background. Un utente dovrebbe capire chiaramente quale app sta mostrando gli annunci. È consentito inserire interstitial in app eseguite in background o al di fuori dell'ambiente dell'app.
- La visualizzazione di più annunci di seguito non è vietata ma può infastidire gli utenti e creare problemi di navigazione

Elencando gli errori comuni nella Guida alla ricerca, Google consiglia di evitare gli annunci interstitial, inclusi gli interstitial per il download di app native. 
Se si utilizza Google Ad Manager per eseguire campagne pubblicitarie, gli annunci devono essere dimensionati (in pixel) come segue:
- 1024 × 768 o 768 × 1024 per i tablet
- 320 × 480 o 480 × 320 per i dispositivi mobili

"Per migliorare l'esperienza di ricerca per dispositivi mobili, dopo il 10 gennaio 2017, le pagine in cui i contenuti non sono facilmente accessibili a un utente durante la transizione dai risultati di ricerca per dispositivi mobili potrebbero non avere una posizione così elevata".

Annuncio di Google, 2016

## Circonvenzione
Molte pagine interstitial vengono aggirate da NoScript e dagli adblocker.